# Welcome to the Black Parade
"Welcome to the Black Parade" é uma música da banda de rock americana My Chemical Romance, presente em seu terceiro álbum de estúdio, The Black Parade (2006). Foi lançada em 12 de setembro de 2006, como o single principal do álbum, com a versão de estúdio disponível na página da banda no Myspace em 2 de setembro de 2006. O videoclipe do single foi reconhecido como o "Melhor Videoclipe do Século" pela MTV em 2017. A música alcançou o topo da parada de singles do Reino Unido, atingiu a nona posição na parada Billboard Hot 100 dos Estados Unidos e foi nomeada como uma das canções que moldaram o rock and roll pelo Rock and Roll Hall of Fame.
Uma versão demo da música intitulada "The Five of Us Are Dying" foi incluída na reedição de 2016 do álbum The Black Parade/Living with Ghosts.

## Composição
Welcome to the Black Parade foi descrita como emo, pop-punk, rock alternativo, e hard rock. My Chemical Romance começou a escrever a música desde o início da formação da banda, embora em um estilo diferente. Foi inspirada e fortemente influenciada por "My Way" de Frank Sinatra, era mais lenta e originalmente chamada de "The Five of Us Are Dying". A banda não a incluiu em seus dois primeiros álbuns por sentirem que estava incompleta. Após mudar para Los Angeles para gravar seu terceiro álbum, eles adicionaram um ritmo punk acelerado, alteraram a letra e mudaram os acordes do refrão. O processo de gravação foi "muito complexo" devido às muitas camadas na música, mas "divertido", conforme afirmou o guitarrista Ray Toro, que elogiou o resultado final:
"Minhas duas faixas favoritas são 'Welcome to the Black Parade' e 'Famous Last Words'. 'Welcome to the Black Parade' é como o nosso 'Bohemian Rhapsody'. Provavelmente é a música mais épica do álbum. Eu amo como ela se desenvolveu."

— Ray Toro
Ray usou uma guitarra Les Paul com um captador Seymour Duncan Phat Cat. Seu amplificador Marshall DSL100 quebrou durante a pré-produção, então ele usou um Marshall JCM800 emprestado do produtor Rob Cavallo. O JCM800 continuou a ser usado nas sessões de gravação, já que a banda gostou de seu som alto e "poderoso".

## Videoclipe
O vídeo do single foi dirigido por Samuel Bayer, conhecido por seu trabalho com bandas como Nirvana e Green Day. O videoclipe foi lançado em 26 de setembro de 2006 no Reino Unido e no Canadá, e em 27 de setembro de 2006 nos Estados Unidos. Foi amplamente reproduzido na MTV. O vídeo apresenta o Paciente (personagem principal do álbum, interpretado por Lukas Haas) vestido com uma roupa de hospital, sendo conduzido pela morte na forma de uma "Black Parade" (Desfile Negro). No principal carro alegórico, a banda My Chemical Romance toca "Welcome to the Black Parade". Atrás do carro alegórico estão dezenas de figuras mascaradas.
O cenário do videoclipe transita de um quarto de hospital para uma paisagem urbana surreal com destroços cobertos de cinzas, neve, confetes pretos e prédios destruídos.
Tom Breihan, do Village Voice, considerou o vídeo como "revelador de uma nova fase da persona do My Chemical Romance". Ele também o classificou em 7º lugar na lista dos 10 melhores videoclipes de 2006.
Todos os figurinos foram projetados pela figurinista Colleen Atwood. Os trajes inspiraram roupas, como a usada por Lil Nas X durante sua performance no Grammy de 2022. Outros artistas que referenciaram os uniformes de banda marcial incluem Post Malone.

### Equipmento
- Ray Toro - Ebony Gibson Les Paul Studio.
- Frank Iero - Ebony Gibson Les Paul Studio.
- Mikey Way - Black Fender Jazz Bass
- Bob Bryar - C&C Custom drumkit

## Promoção
A música tornou-se o primeiro número um do grupo no Reino Unido em 15 de outubro de 2006, permanecendo lá por duas semanas, e posteriormente alcançou o primeiro lugar nas paradas Modern Rock em 26 de outubro de 2006, onde permaneceu por sete semanas. É o sucesso mais duradouro da banda e seu single com a posição mais alta até hoje na parada Billboard Hot 100, atingindo o número 9. A música ficou em 17º lugar na lista "As 100 Melhores Músicas de 2006" da Rolling Stone. Foi indicada ao prêmio Kerrang! de Melhor Single. A música foi disponibilizada para download no Rock Band e no Guitar Hero: Warriors of Rock. A ITV usou a música em uma montagem de vídeo em sua última transmissão de Fórmula 1 no Grande Prêmio do Brasil de 2008, após perder os direitos de transmissão da F1 em 2009 e seguintes para a BBC. O vídeo apresentava diversos pilotos de F1 proeminentes (como Nico Rosberg, Jenson Button, Rubens Barrichello, David Coulthard e Sebastian Vettel), bem como apresentadores da ITV (e o comentarista aposentado Murray Walker) dublando a música.[carece de fontes?]
A música também foi usada pelo Los Angeles Kings durante os playoffs da Stanley Cup de 2012 como parte de uma introdução em vídeo nos jogos em casa da equipe. A música também abriu a celebração e cerimônia de levantamento de bandeira dos campeões da Stanley Cup da equipe no Staples Center.[carece de fontes?]
A música foi apresentada no final da primeira temporada da série da Apple TV, Mythic Quest.
A música foi destaque na cena final da série de TV da Netflix, Lucifer, e na cena de abertura do filme Clerks III.
A YES Network usou a música durante uma montagem dos New York Yankees no início da transmissão do Opening Day em 2023.
A cantora britânica Bishop Briggs cantou esta música no final da 9ª temporada de The Masked Singer.

## Recepção da crítica
Welcome to the Black Parade recebeu aclamação crítica. Josh Tyrangiel, da revista Time, classificou a música entre as dez melhores de 2006, chamando-a de "tentativa audaciosa, boba e insanamente cativante de fundir 'Bohemian Rhapsody' e 'Born to Run' em uma ópera rock". David Fricke, da Rolling Stone, elogiou a interpretação de Gerard com um "inclinação completa para o heroísmo do rock" ao cantar o gancho vocal ("We'll carry on."). A Entertainment Weekly comparou positivamente a música a "Bohemian Rhapsody". O Village Voice disse que, em geral, os pesquisadores preferiram a música ao álbum.

## Performance nas paradas
A música estreou na posição 71 da Billboard Hot 100 na semana de 30 de setembro de 2006, sendo a maior estreia da banda para um single. Alcançou a posição 9 na Hot 100 nas semanas 17 e 18 na parada, tornando-se o primeiro e único hit do grupo a figurar no top dez da Hot 100. "Welcome to the Black Parade" é atualmente o single de maior sucesso na parada do My Chemical Romance, superando o single de 2005 "Helena" que atingiu a posição 33, sendo o segundo single de maior sucesso. Além disso, a música ficou em primeiro lugar na Modern Rock Tracks por sete semanas consecutivas, sendo o único número um da banda nessa parada até o momento. "I'm Not Okay (I Promise)" foi o single anterior de maior sucesso na Modern Rock Tracks, alcançando a posição de número 4.
No Reino Unido, a música tirou a canção "America" da banda Razorlight da posição número um em 15 de outubro de 2006, após extensa veiculação nas rádios. A música ficou na posição 26 no top 40 de singles do Reino Unido em 2006, vendendo 169.000 unidades. Em 26 de agosto de 2022, a música foi certificada como dupla platina no Reino Unido, representando vendas de pelo menos 1.200.000 cópias.

## Legado
A introdução solo de piano da música, que começa com uma única nota Sol sustentada por meio compasso, tornou-se icônica devido à popularidade da música, especialmente entre os fãs de My Chemical Romance e no cenário musical mais amplo, onde é considerada uma piada interna e nostálgica da subcultura emo do meio dos anos 2000. Andrew Lloyd Webber, por exemplo, perguntou a seus seguidores no Twitter o que eles pensavam ao ouvir a nota, fazendo referência à música. A nota também foi usada para promover o evento temático emo "Emo Fight" e o relançamento de "The Black Parade/Living with Ghosts", uma edição especial de "The Black Parade".
Em julho de 2023, em resposta a comentários anti-LGBTQ feitos pelo governador da Flórida e candidato à presidência Ron DeSantis, a banda americana Sub-Radio lançou uma paródia viral da música.

## Elogios
| Publicação    | Elogio                                   | Ano  | Ranking |
| ------------- | ---------------------------------------- | ---- | ------- |
| Rolling Stone | As 100 Melhores Músicas do Ano           | 2006 | 17      |
| Time          | Top 10 Tudo: Música                      | 2006 | 3       |
| Loudwire      | Top 50 Músicas de Hard Rock do Século 21 | 2012 | 37      |
| MTV           | 50 Melhores Videoclipes do Século 21     | 2017 | 1       |

## Lista de faixas
Todas as faixas escritas e compostas por My Chemical Romance. 
| Versão 1 (CD promocional) |                                                   |         |  |
| N.º                       | Título                                            | Duração |  |
| 1.                        | "Welcome to the Black Parade"                     | 5:19    |  |
| 2.                        | "Welcome to the Black Parade" (edição para rádio) | 4:37    |  |

| Versão 2 (CD e disco de vinil) |                               |         |  |
| N.º                            | Título                        | Duração |  |
| 1.                             | "Welcome to the Black Parade" | 5:11    |  |
| 2.                             | "Heaven Help Us"              | 2:56    |  |

| Versão 3 (disco de vinil) |                               |         |  |
| N.º                       | Título                        | Duração |  |
| 1.                        | "Welcome to the Black Parade" | 5:11    |  |
| 2.                        | "Heaven Help Us"              | 2:56    |  |

| Versão 4 (CD) |                                         |         |  |
| N.º           | Título                                  | Duração |  |
| 1.            | "Welcome to the Black Parade"           | 5:11    |  |
| 2.            | "Heaven Help Us"                        | 2:56    |  |
| 3.            | "Welcome to the Black Parade" (ao vivo) | 5:31    |  |

| Versão 5 (download digital) |                                                                               |         |  |
| N.º                         | Título                                                                        | Duração |  |
| 1.                          | "Welcome to the Black Parade" (edição para rádio)                             | 4:38    |  |
| 2.                          | "My Chemical Romance Welcomes You to the Black Parade" (comentado pela banda) | 39:28   |  |

| Versão 6 (download digital) |                                         |         |  |
| N.º                         | Título                                  | Duração |  |
| 1.                          | "Welcome to the Black Parade" (ao vivo) | 5:31    |  |
| 2.                          | "Heaven Help Us"                        | 2:56    |  |

## Paradas

### Paradas semanais
| Parada (2006-07)                    | Melhor posição |
| ----------------------------------- | -------------- |
| Austrália (ARIA)                    | 14             |
| Bélgica (Ultratop 50 Flanders)      | 50             |
| Canadá (Canadian Hot 100)           | 32             |
| Croácia (HRT)                       | 2              |
| Republica Tcheca (Rádio – Top 100)  | 6              |
| Dinamarca (Tracklisten)             | 18             |
| Europa (European Hot 100 Singles)   | 5              |
| Finlândia (Suomen virallinen lista) | 7              |
| Alemanha (Official German Charts)   | 58             |
| Irlanda (IRMA)                      | 12             |
| Itália (FIMI)                       | 28             |
| Países Baixos (Single Top 100)      | 92             |
| Nova Zelândia (Recorded Music NZ)   | 2              |
| Noruega (VG-lista)                  | 15             |
| Escócia (OCC)                       | 1              |
| Islováquia (Rádio Top 100)          | 76             |
| Suécia (Sverigetopplistan)          | 26             |
| Suíça(Schweizer Hitparade)          | 64             |
| UK Singles (OCC)                    | 1              |
| UK Rock & Metal (OCC)               | 1              |
| US Billboard Hot 100                | 9              |
| US Adult Top 40 (Billboard)         | 22             |
| US Alternative Airplay (Billboard)  | 1              |
| US Mainstream Rock (Billboard)      | 24             |
| US Mainstream Top 40 (Billboard)    | 11             |
| Venezuela Pop Rock (Record Report)  | 1              |

### Paradas de final de ano
| Paradas (2006)                    | Posição |
| --------------------------------- | ------- |
| Europa (European Hot 100 Singles) | 97      |
| UK Singles (OCC)                  | 26      |

| Parada (2007)                    | Posição |
| -------------------------------- | ------- |
| Austrália (ARIA)                 | 85      |
| US Billboard Hot 100             | 59      |
| US Alternative Songs (Billboard) | 18      |

## Certificações
| Região | Certificação | Unidades certificadas/vendas |
| --- | ------------ | ---------------------------- |
| Dinamarca (IFPI Danmark) | Gold         | 4,000^                       |
| Japão (RIAJ) | Gold         | 100,000*                     |
| Nova Zelândia (RMNZ) | Gold         | 7,500*                       |
| Reino Unido (BPI) | 2× Platina   | 1,200,000‡                   |
| Estados Unidos (RIAA) | 5× Platina   | 5,000,000‡                   |
| * Números de vendas baseados apenas em certificação. ^ Números de remessas baseados apenas em certificação. ‡ Números de vendas e streaming baseados apenas em certificação. |              |                              |